# Boarmacaria
Boarmacaria là một chi bướm đêm thuộc họ Geometridae.

## Các loài
- Boarmacaria herbuloti Holloway, 1993
- Boarmacaria tenuilinea (Warren, 1900)